# Токпанколь
Токпанколь (каз. Тоқпанкөл) — озеро в Узункольском районе Костанайской области Казахстана. Находится в 7 км к северу от Речное (быв. свх им. Чапаева) и в 2,5 км к югу от села Суворово.
По данным топографической съёмки 1944 года, площадь поверхности озера составляет 1,62 км². Наибольшая длина озера — 1,9 км, наибольшая ширина — 1,2 км. Длина береговой линии составляет 5,1 км, развитие береговой линии — 1,13. Озеро расположено на высоте 158 м над уровнем моря.